# カンカンムロ横穴群
カンカンムロ横穴群（カンカンムロよこあなぐん）は、千葉県印旛郡酒々井町にある横穴墓群。同町で唯一の町指定史跡である。また、名称の由来となる椀貸伝説が伝わっている。

## 概要
かつて印旛沼だった低地に面した厳島山という丘の斜面に造られた横穴墓群で、7基現存する。千葉県北部では横穴墓は数が少ないため、酒々井町の史跡に指定された。1947年（昭和22年）に1基が発掘調査され、青銅製碗や瑪瑙製勾玉、直刀、鉄鏃、須恵器等が発見された。
京成酒々井駅から徒歩15分ほどの場所に位置する。夏場になると一帯には草木が生い茂り、横穴墓が見えない場合もある。

## 名前の由来と伝承
昔、厳島山に弁財天が祀られていた。ある時、結婚を控えた若者が、挙式に用いる碗や膳が足らず、困って弁天に祈ったところ洞穴の中から何者かの声がした。食器を借りたいと柏手を打って願うと「翌朝取りに来い。」と言われた。翌朝若者が見に行くと声のとおり碗と膳があった。若者は借りた食器を返したが、この出来事は評判となり食器を借りる者が相次いだ。しかしある男が借りた食器を返さずしまい込んだところ、食器はいつの間にか消えさり、それ以後、どんなに頼んでも洞穴から食器が現れることはなくなり、柏手をしても「カンカン」と空しい音が響くだけになり「カンカンムロ」と呼ばれるようになった。